# 石燈籠通停留場
石燈籠通停留場（日语：／ Izuro dōri teiryūjō */?），又稱石燈籠通電車站，是位於鹿兒島縣鹿兒島市金生町，鹿兒島市交通局（鹿兒島市電）第一期線的電車站。車站編號為I06（1系統）和N06（2系統）。

## 歷史

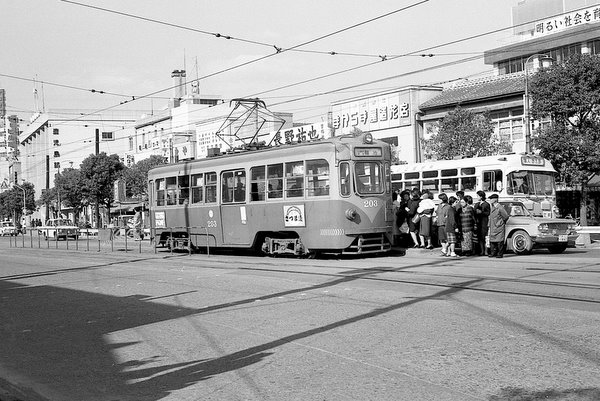
1967年（昭和42年）的車站。203號停站中。

- 1914年10月3日 - 鹿兒島電氣軌道設置此站。
- 1928年（昭和3年）7月1日 - 鹿兒島市電氣局接管路線。
- 1933年（昭和8年）1月 - 改組成為鹿兒島市交通課車站。
- 1956年5月10日 - 改組成為鹿兒島市交通局車站。

## 電車站構造
此電車站設有2面2線的相對式低地台月台，兩月台相距較遠。兩月台上設有電車接近顯示器和廣播系統。兩月台可讓輪椅人士上落。但是電動輪椅人士由於月台寬度問題使不能使用此電車站。此站是無人車站，站內不可購買車票。

### 運行系統
此電車站是第一期線電車站之一。■1系統和■2系統會駛入此站。

## 使用狀況
| 1日上下車人次變化 | 1日上下車人次變化 |
| 年度              | 1日平均人次       |
| ----------------- | ----------------- |
| 2010年            | 3,800             |
| 2011年            | 3,872             |
| 2012年            | 3,845             |
| 2013年            | 3,939             |
| 2014年            | 3,888             |
| 2015年            | 3,785             |

## 電車站周邊
- 石燈籠通
- 三井住友銀行
- 瑞穗銀行
- 三井住友信託銀行
- 山形屋本店
- 丸屋花園（日语：マルヤガーデンズ）
  - 淳久堂書店鹿兒島店
  - 鹿兒島Loft
- 天文館卡里諾
- 照國神社
- 石燈籠
- 十島村公所
- 兄弟鹿兒島大廈
- 丸善（日语：丸善）天文館店
- Cybac（日语：サイバック）鹿兒島天文館店
- 塔利咖啡
- 摩斯漢堡
- 羅多倫咖啡
- Drug Eleven
- 天文館戲院天堂（日语：天文館シネマパラダイス）
- 餃子的王將

## 相鄰電車站
鹿兒島市交通局
鹿兒島市電■1系統、■2系統
朝日通（I05/N05）－石燈籠通（I06/N06）－天文館通（I07/N07）
- 曾經此電車站與朝日通停留場之間設有金生町停留場（日语：／），該電車站在戰時1943年廢止。

## 注腳
1. ↑  国土数値情報(駅別乗降客数データ)  （页面存档备份，存于）（日語） - 國土交通省，2018年12月10日參閲
2. ↑  「鹿児島市新交通バリアフリー基本構想」 （页面存档备份，存于）（日語） - 2010年度

## 外部連結
- 鹿兒島市交通局 （页面存档备份，存于）（日語）